# 칼데라 오픈리눅스
칼데라 오픈리눅스(Caldera OpenLinux)는 리눅스 배포판 가운데 하나다. 칼데라시스템스(Caldera Systems - 지금은 SCO그룹)에서 만들었으며 리눅스계에 '기업인들이 쓰기에 알맞은 리눅스 배포판'으로서의 방향을 제시했다는 것에서 의미 있는 리눅스 배포판으로 남아 있다. 지금은 개발이 중단된 상태다.